# O Breiz-Izel, o kaera bro !
O Breiz-Izel, o kaera bro ! est une chanson bretonne dont le titre signifie « Ô Basse-Bretagne, ô merveilleux pays ! », écrite par l'abbé Augustin Conq — prêtre et poète d'expression bretonne — et composée sur le timbre auvergnat Les moutons de Marius (ou Mario) Versepuy,. 
La chanson est aussi connue sous divers autres titres, dont O Breiz-Izel et Breiz-Izel, kaerra Bro, et consiste en une célébration du pays breton. 
La partition est diffusée comme feuilles volantes, et est également publiée au sein des recueils de fables et chansons de l'abbé Conq, parus sous son pseudonyme littéraire de Paotr Treoure (ou Potr Tréouré) dans les années 1930 : 
- sous le titre O Breiz-Izel, o kaera bro ![5], dans Barzaz ha Sonioù evit ar vugale, une traduction en breton d'une trentaine de fables de La Fontaine ainsi que sept chants traditionnels et six nouvelles fables[6] ;
- sous le même titre de O Breiz-Izel, o kaera bro ![7], dans Barzaz ha Sonioù evit ar vugale hag an dud yaouank (recueil de fables et de chansons pour la jeunesse)[8] ;
- sous le titre Breiz-Izel[9], dans Mojennoù ha sonioù ( « fables et chansons »[4]).

La chanson figure également dans le recueil de soixante chansons bretonnes Kanom de Roger Abjean, sous le titre O Breiz-Izel, o kaerra bro, accompagnée d'une traduction complète en français.